# Kawasaki Z
Mit der Z-Reihe etablierte sich Kawasaki seit Beginn der 1970er Jahre auf dem Markt der schweren Motorräder. Zugleich wurde damit der Grundstein der vierten erfolgreichen japanischen Marke großer Motorräder neben Honda, Suzuki und Yamaha gelegt. Der Hersteller, der zunächst im japanischen Akashi und später auch in Lincoln, Nebraska fertigte, vollzog damit den Wechsel von den ursprünglichen Zweitaktern und den eher als Kopien englischer Vorbilder anzusehenden Viertaktern hin zu einem Allroundhersteller mit sportlichem Image.

## Modellverlauf

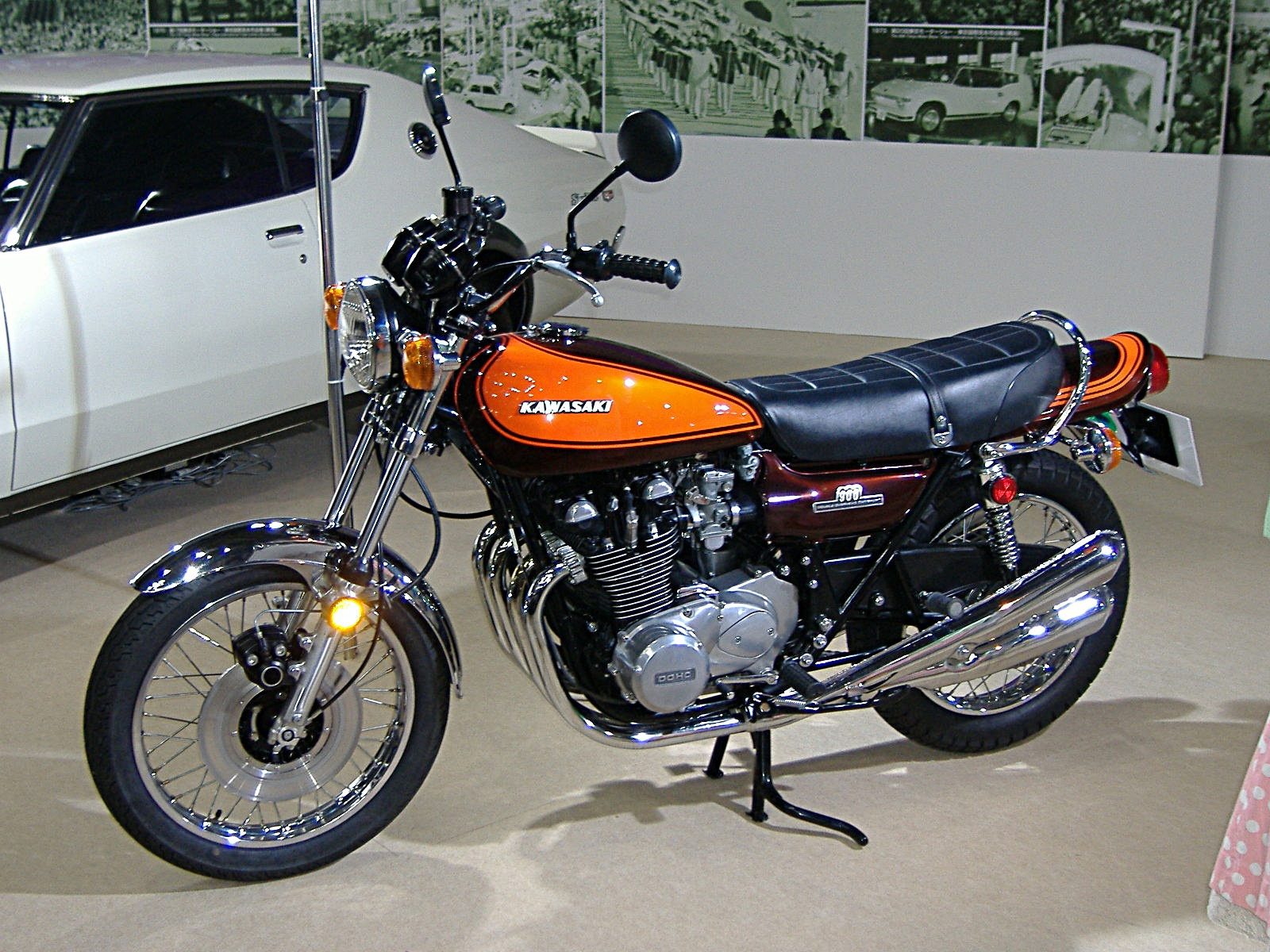
Kawasaki Z 1

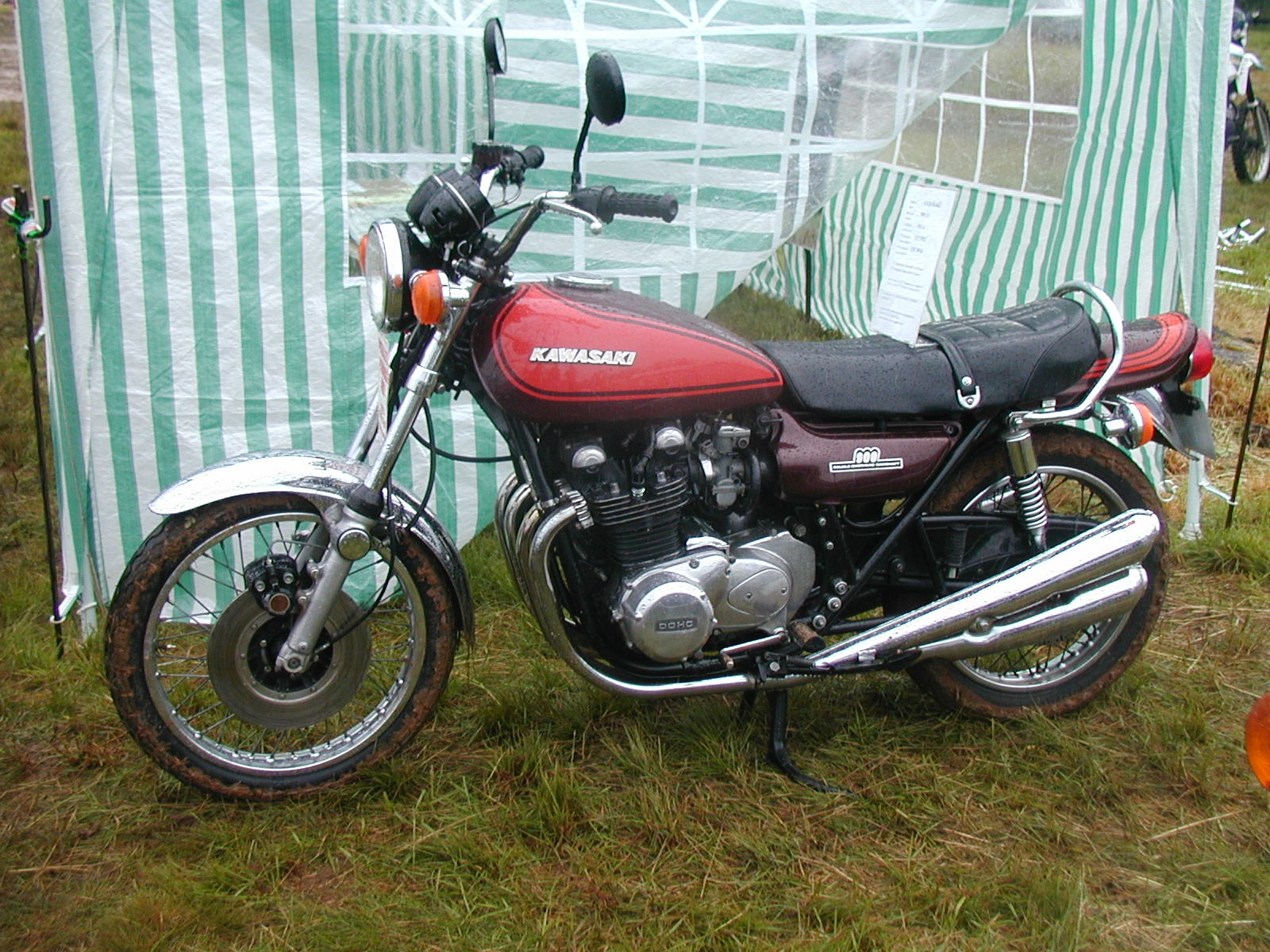
Kawasaki Z 1

### Z 1 (intern Z 900A1)
Nachdem sich 1972 die Z1 bzw. 900 Super4 (ursprünglich „Pilot 900“) der Honda CB 750 als überlegen erwiesen hatte und mit großem Erfolg verkauft wurde, ging Kawasaki daran, das Modell kontinuierlich zu modifizieren. So entstanden zunächst die Z1 A (1974), die Z1 B (1975), jeweils mit eher geringfügigen Änderungen wie z. B. anderer Gestaltung der Lackierung, der Farbe des Motors und anderen Seitendeckelemblemen. Am meisten gefragt blieb jedoch das Urmodell.

### Z 900 (intern Z 900A4)
Zum gleichen Preis wie die Z 1 kam im Jahr 1976 mit der Z 900 (intern Z 900 A4) der Nachfolger auf den Markt, der sich stärker von den drei Vormodellen unterschied als diese untereinander. So erhielt das 1976er Modell einen stabileren Rahmen, eine vergrößerte und doppelte Scheibenbremse vorn, andere Seitendeckel, ein anders geformtes Heckteil, das zum ebenfalls geänderten Rücklicht passte, neu gestaltete Anzeigeninstrumente und vieles mehr. Auch das Lackdesign war geändert worden. Die 4-in-4-Auspuffanlage des Vorgängermodells blieb erhalten. Bei dieser Auspuffanlage führte jeder der vier Zylinder seine Abgase durch ein eigenes Auspuffrohr ins Freie. Sie sorgte für einen guten Klang und auch der Anblick der verchromten Rohre dürfte zur Faszination beigetragen haben, die von diesem Motorrad ausging. Zur gleichen Zeit bot Kawasaki in den USA die KZ 900 LTD an, eine Choppervariante der Z 900.

### Z 750 / Z 750 LTD (Paralleltwin) (intern Z 750B bzw. Z 750Y)

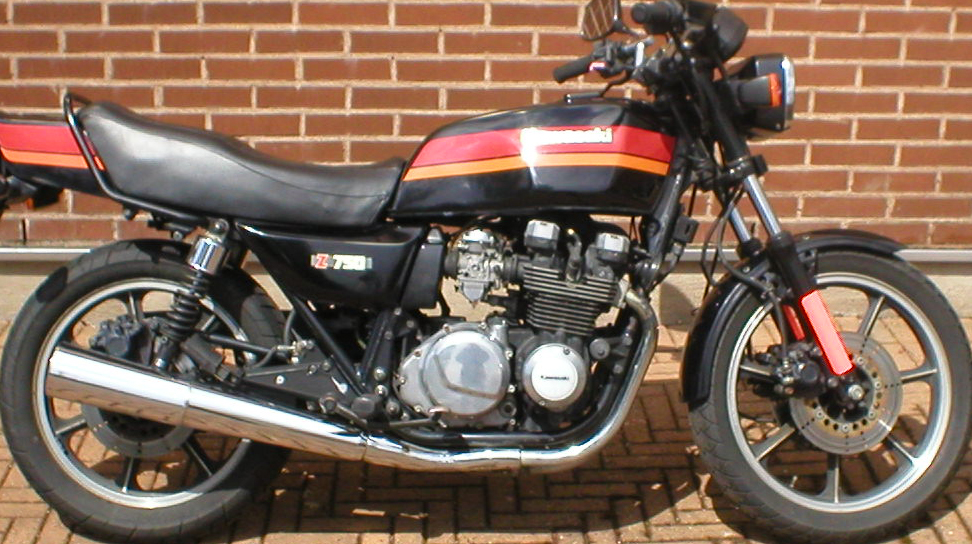
Kawasaki Z 750

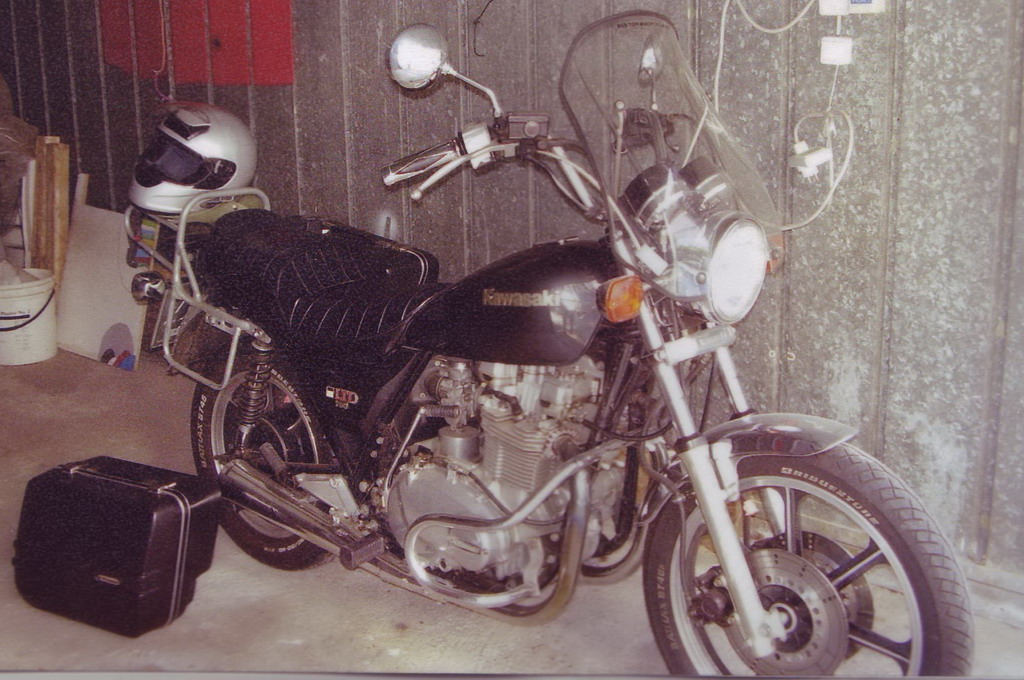
Kawasaki Z 750 LTD

Im Jahr 1975 präsentierte Kawasaki die Z 750 B1, ein zweizylindriges Tourenmodell der Mittelklasse mit 745 cm³. Zur Erreichung eines möglichst großen Leistungsbandes war das Modell mit zwei kettengetriebenen, obenliegenden Nockenwellen ausgerüstet, welche die Ventile direkt über Stößeltassen betätigten. Das Verhältnis Bohrung/Hub wurde mit 78/78 mm quadratisch ausgelegt. Mittels zweier Ausgleichswellen wurden die entstehenden Vibrationen gemäßigt. Die Zündanlage war identisch mit der aus der Z400. Das Triebwerk entwickelte sein maximales Drehmoment von 59,8 Nm bereits bei 3000/min und leistete 50 PS (37 kW) bei 7000/min, damit war eine Beschleunigung aus dem Stand bis 100 km/h in 6 Sekunden und eine Höchstgeschwindigkeit von 170 km/h möglich. Trotz eines Tankinhalts von 14,5 l lag die Reichweite mit einer Tankfüllung bei über 200 km. Das Modell war sowohl vorne wie auch hinten mit einer Bremsscheibe ausgerüstet. Im Jahr 1977 erschien die Z 750 B2 mit einer andersfarbigen Lackierung, an Stelle von Rot war das Modell jetzt in Blau oder Braun erhältlich. Im Jahr 1978 erschien die Z 750 B3 mit geänderter Lichtmaschine und blieb bis 1979 im Programm, diesmal in den Farben Dunkelrot oder Dunkelgrün.
Im Jahr 1982 wurde der Motor im Modell Z 750 LTD (intern Z 750 Y1) wieder zum Einsatz gebracht. Kawasaki folgte dabei dem Erscheinungsbild der LTD-Serie mit hochgezogenem Lenker, tropfenförmigem Tank, Stufensitzbank, kurzen Auspuffen und dickem Hinterrad. Aluminiumfelgen und Drahtspeichenräder sowie Bremse vorne mit doppelter Scheibe und hinten als Trommelbremse sorgten für die gewünschte klassische Optik. Mit 49 PS lag die Leistung nahezu identisch mit den Vorgängermodellen, der Tank mit nur 10,5 l Inhalt war deutlich kleiner geraten. Das Modell war in den Farben Schwarz und Dunkelrot erhältlich. Zusätzlich wurde im Jahr 1983 die Z 750 LTD Belt Drive, analog zur Z440 LTD mit Sekundärtrieb durch Zahnriemen auf den Markt gebracht. Beide Modell wurden bis 1984 parallel vermarktet, 1985 nur noch die Z 750 LTD Belt Drive. Im Jahr 1986 wurde das Modell dann durch die VN 750 abgelöst.

### Z 1000 (intern Z 1000A1 und Z 1000A2)
Im Jahr 1977 erfuhr die Modellreihe abermals erhebliche Änderungen. Der Hubraum stieg durch Vergrößerung der Bohrung auf 1009 cm³, womit nominell 85 PS bei 8000/min erreicht wurden (Drehmoment 80,4 Nm bei 6500/min). Die klassische Vierrohranlage entfiel und wurde durch eine 4-in-2-Anlage ersetzt. Zudem erhielt das Motorrad nun auch eine Scheibenbremse am Hinterrad. Die Z 1000 (intern Z 1000 A1) war recht erfolgreich, wurde aber bereits im folgenden Jahr durch die Z 1000/1978 (intern Z 1000 A2) ersetzt.
Neben neuerlichen Lackdesignänderungen gab es einige geringfügige Modifikationen: So wurden die vorderen Bremszangen hinter die Gabelrohre verlegt, ein trapezförmiger Handbremszylinder löste den hohen runden der A1 ab, und es gab einen unterdruckgesteuerten Benzinhahn, der gewissermaßen automatisch funktionierte. Außerdem begann der rote Bereich des Drehzahlmessers jetzt bei 8500/min und endet bei 11.000/min (A1: 9.000 – 12.000/min). Zwar gab es in anderen Märkten das eher rundliche Design noch länger, aber in Deutschland endete mit der Z 1000 A2 die Ära der großen runden Kawasaki-Z-Reihe. Die Z 1000 (A1) war Anfang 1977 für 9000 DM erhältlich (einschl. MwSt. – entspricht heute 13.300 Euro). Auch dieses Modell war als Choppervariante KZ 1000 LTD in den USA erhältlich.

### Z 650 (intern Z 650B)

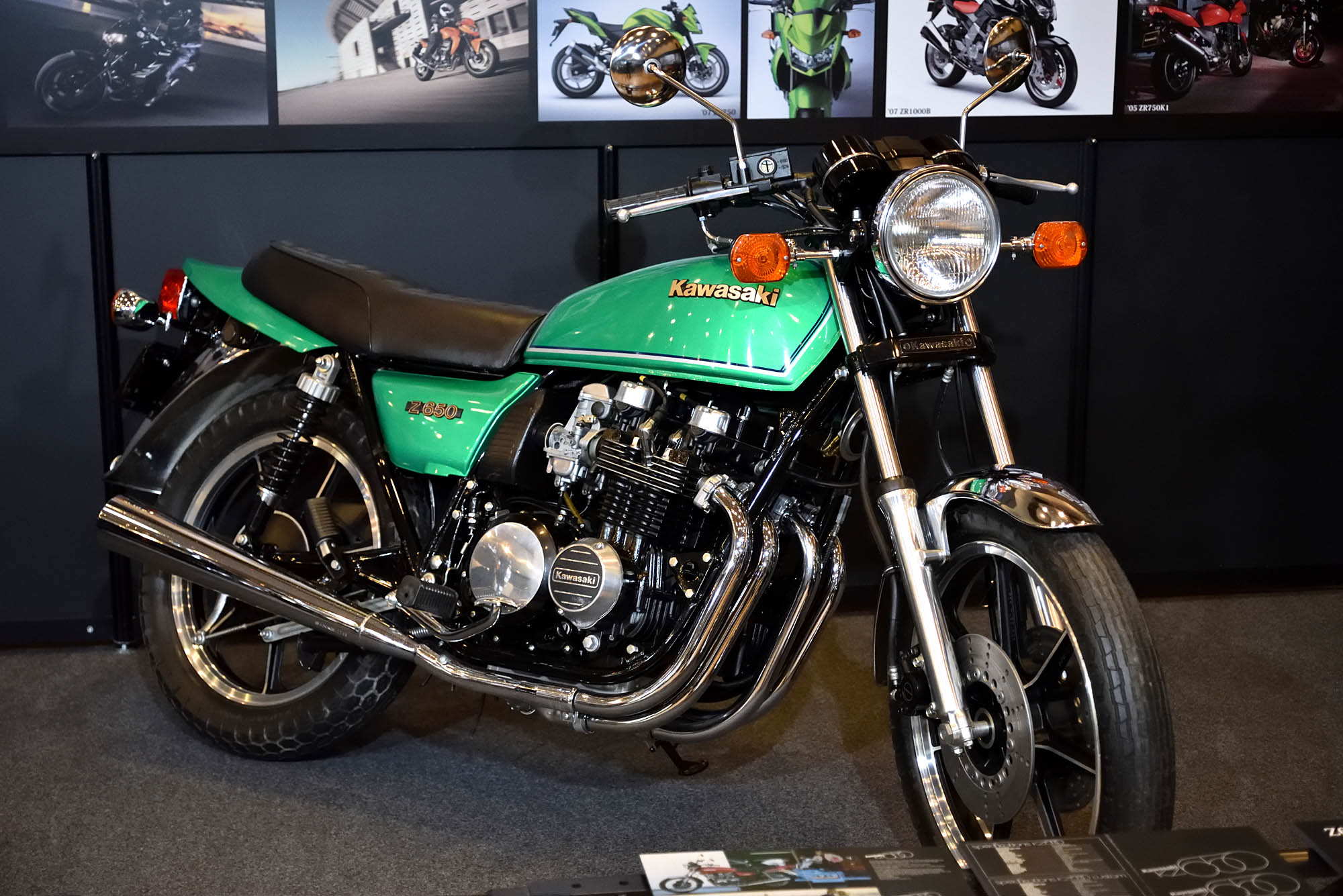
Kawasaki Z 650

Im Jahr 1976 präsentierte Kawasaki auf der IFMA die Z 650, ein der Z 1000 ähnliches Modell mit Vierzylindermotor. Trotz äußerlicher Ähnlichkeiten war der Motor keine verkleinerte Version der Z 1000, sondern ein komplett neu gestalteter Motor. Mit 652 cm³ aus 62 mm Bohrung und 54 mm Hub und einer Leistung von 66 PS (47 kW) bei 8500/min und einem maximalen Drehmoment von 56,8 Nm bei 7000/min zielte die Z 650 nicht nur auf Wettbewerbsmodell wie die Yamaha XS 650, sondern auch auf die 750er Modelle der Wettbewerber. Mit nur 220 kg (Vollgetankt) und einem Neupreis in Deutschland von 6500 DM präsentierte Kawasaki damit ein attraktives Modell, konnte die Z 650 in ihren Fahrleistungen mit den sportlichen Modellen der Wettbewerber (Honda CB 750 Four, Suzuki GS 750 und Yamaha XS 750) mithalten, und verbrauchte dabei im Durchschnitt nur rund 5 bis 8 l auf 100 km.
Bereits 1977 schob Kawasaki zwei weitere Modelle der Z 650 nach, zum einen die Z 650 C2 mit Leichtmetall-Gussrädern und Scheibenbremse im Hinterrad, welche ursprünglich für den US-Markt bestimmt war. Zum anderen die Z 650 LTD (Limited Edition), bei welcher es sich um eine auf 200 Modelle limitierte Version für den Deutschen Markt handelte. Diese wurden zunächst nur an die Teilnehmer des Kawasaki-Marken Cups verkauft. Dieses Modell war ausgerüstet mit drei Bremsscheiben und lief auf Ronal-Rädern. Mit einem eckigen 26-Liter-Tank, Sitzbank mit abnehmbaren Höcker, Vollverkleidung, Magura-Lenker und geänderten Seitendeckeln sah das Modell tatsächlich ein wenig nach Rennmaschine aus. Die 8100 DM teure Z 650 LTD kam nur eine Saison zum Einsatz, der Kawasaki-Cup wurde Ende 1978 eingestellt und die ausschließlich in giftgrün lackierten restlichen Modell kamen in den freien Handel.
Im Jahr 1979 präsentierte Kawasaki die Z 650 D (SR) auf dem Deutschen Markt, den ersten Softchopper der Marke. Der Tank mit 14,3 l Inhalt war flacher gestaltet, der Lenker höher, andere Räder und eine Auspuffanlage mit gekreuzten mittleren Krümmern fielen sofort ins Auge. Mit einer Sitzhöhe von nur 770 mm und einem längeren Nachlauf zielte das Modell auf einen sauberen Geradeauslauf.
1980 wurden alle Z 650, mit Ausnahme der Z 650 D (SR), durch die Z 750 E abgelöst. Trotzdem blieb die Nachfrage am Markt nach der Z 650 erhalten, sodass Kawasaki die Z 650 F3 mit den technischen Neuerungen der Z 750 E auf den Markt brachte. Dieses Modell blieb bis 1983 im Programm.

### Z 1000 Z1-R (intern Z 1000D)
Neben den eher ursprünglich anmutenden Z-Modellen, entschloss sich Kawasaki aber auch im Jahr 1977 ein sportlich wirkendes Motorrad, die Z1-R (intern Z 1000D) auf den Markt zu bringen. Statt runder Formen waren nun Kanten allgegenwärtig. Die Maschine verfügte über eine serienmäßige lenkerfeste kleine Verkleidung, ein 18 Zoll großes Vorderrad (die bisherigen und auch die größte Zahl der Nachfolger verfügten stets über ein 19-zölliges Vorderrad), eine hydraulische Doppelscheibenbremse vorne, die jedoch – anders als bis dato – über einen Seilzug betrieben wurde. Zudem war nur noch ein einzelnes Auspuffrohr für alle Zylinder vorhanden, womit Kawasaki ganz offensichtlich dem Trend der sogenannten 4-in-1-Auspuffanlagen ebenso gerecht werden wollte, wie mit den Aluminiumdruckgussrädern, die ebenfalls im Trend lagen und die bis dahin verbauten Speichenräder ablösten. In den ersten Tests enttäuschte das Modell, denn zuvor war es zum Motorrad des Jahres 1977 gewählt worden. Gleichwohl war der Z1-R ein Erfolg beschieden. Aus Sicht des japanischen Herstellers war man mit der Z1-R jedoch leistungsmäßig (obwohl inzwischen 90 PS), aber auch im Hinblick auf die bei Tests bemängelten Fahrwerksschwächen ins Hintertreffen geraten. Daher wollte Kawasaki zurück an die Spitze.

### Z 1000 MKII (intern Z 1000A3 und Z 1000A4)
Mit der Z 1000 MKII (intern Z 1000A3 und Z 1000A4) gelang dies auch. Das Modell, das im Jahr 1979 der Öffentlichkeit vorgestellt wurde, war abermals kantig geraten, verfügte aber neben einem neuen Design (ohne Verkleidung) wieder über eine Zweirohrauspuffanlage. Der ebenfalls gestärkte Motor trug zum Verkaufserfolg bei. Parallel wurde mit der Z 1000 ST = Shaft (Z 1000E1 und E2) erstmals ein Modell, das ganz auf den Tourenfahrer ausgerichtet war, angeboten. Neben weiteren Features, die das Fahrzeug erheblich von dem Kettenmodell Z1000 MKII unterschieden, war es vor allem der wartungsfreie Kardanantrieb, der die ST auszeichnete. Relativ geringe Lastwechselreaktionen (also das Aufstellen des Fahrzeuges beim Gasgeben und Abtauchen beim Gaswegnehmen) zeigten eindrücklich, wie gut dem Hersteller aus Akashi dieser Wurf gelungen war. Denn zu einer Zeit, als den Motorrädern des deutschen Herstellers BMW der Spitzname „Gummikuh“ verliehen wurde, weil die Motorräder bei Lastwechselreaktionen erhebliche Auf- und Abbewegungen machten, war die Kawasaki überraschend ruhig.

### Z 1000 FI (intern Z 1000H)
Im Jahr 1980 gab es dann eine weitere Evolutionsstufe mit der Z 1000 FI (intern Z1000H), die sich neben der Lackfarbe vor allem durch die erstmals zum Einsatz kommende Einspritzanlage auszeichnete, mit der das Modell – aus heutiger Sicht – seiner Zeit weit voraus war.

### Z 750 / Z 750 LTD (Vierzylinder) (intern Z 750E & 750L bzw. Z 750H und Z 750P1)
Im Jahr 1980 brachte Kawasaki einen von der Z 650 abgeleiteten Vierzylinder mit 739 cm³, die Z 750 E1 auf den Markt, nachdem bereits Wettbewerber Honda und Suzuki stärkere 750-cm³-Krafträder präsentiert hatten. Dieser leistete 77 PS (57 kW) bei 9500/min und hatte eine maximales Drehmoment von 63 Nm bei 7500/min. Das Modell wartete im Vergleich zur Z 650 mit einigen technischen Neuerungen auf: die luftunterstützte Telegabel und hintere, in Vorspannung und Dämpfung mehrfach einstellbar sorgten für Federungskomfort und optimale Straßenlage. Die Siebenspeichen-Räder waren mit schlauchlosen Reifen ausgestattet, H4-Licht serienmäßig. Der Tank, obwohl neu gestaltet, hatte weiterhin einen Inhalt von 17,3 l. Die Spitzengeschwindigkeit lag bei rund 200 km/h. Da Modell war nur in Dunkelrot erhältlich. Das Modell blieb bis 1986 im Verkaufsprogramm, ab 1981 unter der internen Bezeichnung Z 750 L1 mit einem 22-Liter-Tank, eckigem Scheinwerfer und breiteren Reifen. Die Leistung wuchs auf 80 PS (59 kW) bei gleicher Drehzahl an. Im Jahr 1985 folgte die Z 750 Sport (Z 750 L4) mit geänderter Zündung.
Analog zu den vierzylindrigen Softchoppern verwendete Kawasaki den Motor der Z 750 auch in der Z 750 LTD (intern Z 750 H). Ein kleinerer Tank mit 13 l Inhalt, kurze Auspuffrohre und ein hoher Lenker zielten auch hier auf das Erscheinungsbild. Die zweiteilige Stufensitzbank und die Leichtmetall-Gussräder mit Reifen in 325 H 19 vorne und 130/90 H 16 hinten rundeten die Optik ab. Die Motorleistung betrug 3 PS weniger, was den kleineren Auspuffen geschuldet war. Die in Schwarz verfügbare H+ kostete in Deutschland 400 DM mehr als die Z 750 E1. Im Jahr 1981 erschien die Z 750 H2 auch in Dunkelrot. Die nachfolgenden Z750 H3 und H4 waren mit einer einteiligen Sitzbank ausgerüstet und nur in Schwarz verfügbar. bei der H4 stieg die Motorleistung auf 76 PS, die Z 750 LTD blieb bis 1984 im Programm.
Anfang des Jahres 1982 erschien die Z 750 GT (intern P1) in Gold-Metallic auf dem Markt, das Modell wirkte kantig und hatte Gabel, Motor und Auspuff in Schwarz lackiert bzw. verchromt und zielte auf den Markt der leichten Tourenmotorräder mit Kardanantrieb. Für den Einsatz wurde Motor aufwändig verändert und zusätzlich mit einem Ölkühler versehen. Die luftunterstützte Vorderradgabel war mit Faltenbälgen zum Schutz der Standrohre versehen, auch die hinteren Federbeine konnten luftunterstützt angepasst werden. Tourentauglichkeit wurde mit H4-Licht, 24 Liter-Tank und Gepäckträger unterstützt; die Instrumente warnten sogar vor zu niedrigem Öl- und Batteriesäurestand. Im Jahr 1983 erschien die Z750 P2 in Weinrot, die nachfolgende P3 erschien im Jahr 1984 ausschließlich in Silber. Im Jahr 1985 folgte die P4 in Weinrot.

### Z 1000 J (intern Z 1000J1-3)
Ein weiterer Schritt zur Anpassung an die Anforderungen des Marktes war die 1981 angebotene Z 1000 J (intern Z 1000J1-3), die sich mit frischem Design, technisch aber nur vorsichtig modifiziert präsentierte. Das bis 1983 produzierte J-Modell stellte erstmals nicht mehr die Spitze der Marke dar; Topmodell war seit dem Jahr 1981 die GPZ 1100 (intern Z 1100B1), die ausschließlich in Rot erhältlich war. In der GPZ 1100 wurde die Einspritzanlage des Vorgängermodells Z 1000 FI weiter verbaut, technische Innovationen wie ein elektronisch angetriebener Tachometer hielten sich aber in Grenzen. Stattdessen weckte der Instrumententräger, der über dem erstmals eckigen Scheinwerfer montiert war, ob seiner Größe Erstaunen. Dann hatte Kawasaki ein Einsehen und fertigte mit dem Modelljahr 1982 mit dem GPZ 1100 (Z 1100B2) Modell ein deutlich kleineres Armaturenbrett, was zudem wieder hinter einer kleinen lenkerfesten Verkleidung untergebracht war. Die Einspritzanlage war modifiziert worden, die Alufelgen wurden ebenso wie die Federn der hinteren Stoßdämpfer rot lackiert.
Daneben gab es seit dem Jahr 1981 wieder ein Kardanmodell, was die Tourenfahrer ansprechen sollte, die Z 1100 ST (Z 1100 A1-3), die sich äußerlich nun aber deutlich von den kettengetriebenen Modellen unterschied.
Zudem gab es auch diese Baureihe wieder als Soft-Chopper-Modell, wie sie bereits hauptsächlich auf dem US-Markt seit 1976 (als KZ900LTD) erhältlich waren, diese Fahrzeuge hatten, dem Trend Anfang der 1980er Jahre folgend, einige wenige Merkmale des Choppers übernommen, ohne dem Vorbild tatsächlich folgen zu können.

### Z 1000 R (Z 1000R1 / R2)
Im Jahr 1982 erschien auf dem US-amerikanischen und dem südafrikanischen die Eddie Lawson Replica (KZ bzw. Z 1000 R1); im Jahr 1983 wurde sie dann als R2 auf allen anderen Märkten, unter anderem auch auf dem europäischen Markt das Modell Z 1000 R (Z 1000R2) lanciert. Dabei handelte es sich um eine Replica des erfolgreichen Rennmotorrades aus der US-amerikanischen Superbike-Serie. Im Jahr 1981 hatte der US-Amerikaner Eddie Lawson die dortige AMA Superbike Championship mit einer vom Tuner Rob Muzzy präparierten Z 1000 J gewonnen. 1982 kam die KZ1000S1 als reine Rennmaschine 1982 parallel mit der Straßenversion KZ1000R1 auf den Markt. Kawasaki wollte mit der 1000R1 als Replica der Meistermaschine Z1000J aus dem Jahre 1981 den Erfolg für sich auch auf der Straße nutzen. Daher bekam die R1 auch einen Aufkleber auf den Tank, der die Unterschrift Lawsons trug und ihn als AMA-Champion auswies. Die S1 wiederum war eine reine Rennmaschine, die in einer Kleinserie von 30 Exemplaren aufgelegt wurde und viele technische Besonderheiten (Doppelzündung, Alurundrohrschwinge mit Unterzug, größerer Ölkühler usw.) der Meisterschaftsmaschine von 1981 übernahm und quasi Renntechnik im Ausverkauf bot, da 1982 die letzte Saison der großen Motoren mit 1000 cm³ war. Der Kaufpreis der S1 betrug 10.990 US-Dollar. Eddie Lawson gewann auf der S1 die AMA-Superbike Meisterschaft 1982, und das war auch das letzte Jahr, in welchem diese Meisterschaft mit 1000-cm³-Maschinen ausgetragen wurde. 1983 trat die Hubraumreduzierung in Kraft, und Wayne Rainey gewann die Meisterschaft auf GPZ750UT. Die zunächst nur auf den US-Markt beschränkte KZ 1000 R1 aus dem Jahr 1982 wurde in einer Auflage von etwa 1100 Exemplaren gebaut. Darunter waren auch noch die etwa 200 Stück, die als Z 1000 R1 in Südafrika verkauft wurden. Wesentliche Merkmale der Replica, die heute in allen Serien nur „Eddie Lawson Replica“ oder kurz „ELR“ genannt wird, waren die erstmals bei einer großen Straßen-Kawasaki genutzte Hausfarbe „lime-green“, ein aggressiv aussehendes Hellgrün, die bekannte Cockpitverkleidung der GPZ 1100 B2, eine so gestuft geschnittene Sitzbank, dass der Fahrer förmlich im Motorrad sitzt, während der Beifahrer höher sitzt, goldfarbene Felgen und ebensolche Stoßdämpfer mit Ausgleichsbehälter. Die US-Amerikaner bezeichnen auch ausschließlich die erste Serie als ELR („Eddie Lawson Replica“), während die 1983er Modelle Superbike Replica genannt werden.
Von der zweiten Serie, die dann im Jahr 1983 in nahezu allen Märkten eingeführt wurde, sind genaue Stückzahlen unbekannt. Da aber Fahrgestellnummern von inzwischen über 6000 bekannt sind und von der ersten Serie etwa 1100 Exemplare entstanden, dürfte die Zahl der R2 Modelle etwa bei 4900 liegen, könnte aber auch noch nach oben variieren. Allerdings wurde die R2 auf manchen Märkten – wie zum Beispiel in Großbritannien – ausschließlich in weiß angeboten, während sie in Deutschland, aber auch den USA ausschließlich in grün erhältlich war. In wieder anderen Märkten konnte der Kunde zwischen beiden Farben wählen, so z. B. in Italien, der Schweiz, in Frankreich oder den Benelux-Staaten. Von der grünen Z1000R wurden 1983 ursprünglich 750 Stück aufgelegt; die Beliebtheit des Motorrades führte jedoch dazu, dass viele 1000J zu R umgebaut wurden. Einen derartigen Umbau erkennt man leicht an der Fahrgestellnummer, die im Gegensatz zum Original (KZT00R) mit KZT00J beginnt.

### Z 1100 R (Z 1100R1)
Im Jahr 1984 folgte schließlich noch die Z 1100 R (Z 1100R1), die in Europa (aber nicht auf dem deutschen Markt) und in Kanada angeboten wurde. Diese hatte ein 18 Zoll Fahrwerk (110 vorn, 130 hinten) und wurde wie die Z 1000 R in Grün und alternativ in Silberblaumetallic verkauft. Der Motor stammt aus der GPZ 1100 Unitrak, allerdings mit den 34 mm Vergasern der 1000J/R anstatt der Einspritzanlage der GPZ. Die Leistung wurde ungedrosselt mit 114 PS angegeben.

### Z 1300

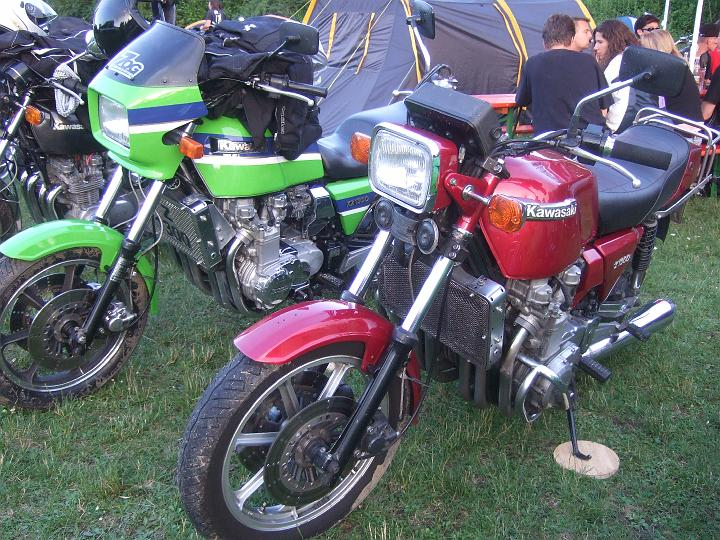
Kawasaki Z 1300

Im Jahr 1978 wurde die Z1300 auf der IFMA in Köln vorgestellt. Mit Wasserkühlung, Kardanantrieb, dem Sechszylindermotor und der Auslegung als Tourenmotorrad weicht das Modell von den übrigen Modell deutlich ab.

## Schwestermodelle und Hubraumvarianten
Ebenfalls zur Z-Reihe zählen die folgenden Modelle, von denen einige nie offiziell nach Deutschland importiert wurden:
- Z 200, Einzylinder (von 1977–1979)
- Z 250 C / Z 250 LTD, Einzylinder (von 1980–1983)
- Z 400, Paralleltwin (von 1973–1979)
- Z 400 J, Vierzylinder (von 1980–1984)
- Z 440 / Z 440 LTD, Paralleltwin (von 1980–1983 bzw. 1980 bis 1984)
- Z 450 LTD, Paralleltwin (von 1984–1989)
- Z 500, Vierzylinder (von 1979–1983)
- Z 550 / Z 550 LTD, Vierzylinder (von 1980–1985)
- Z 750 Turbo, Vierzylinder (von 1983–1985)

## Nachfolger

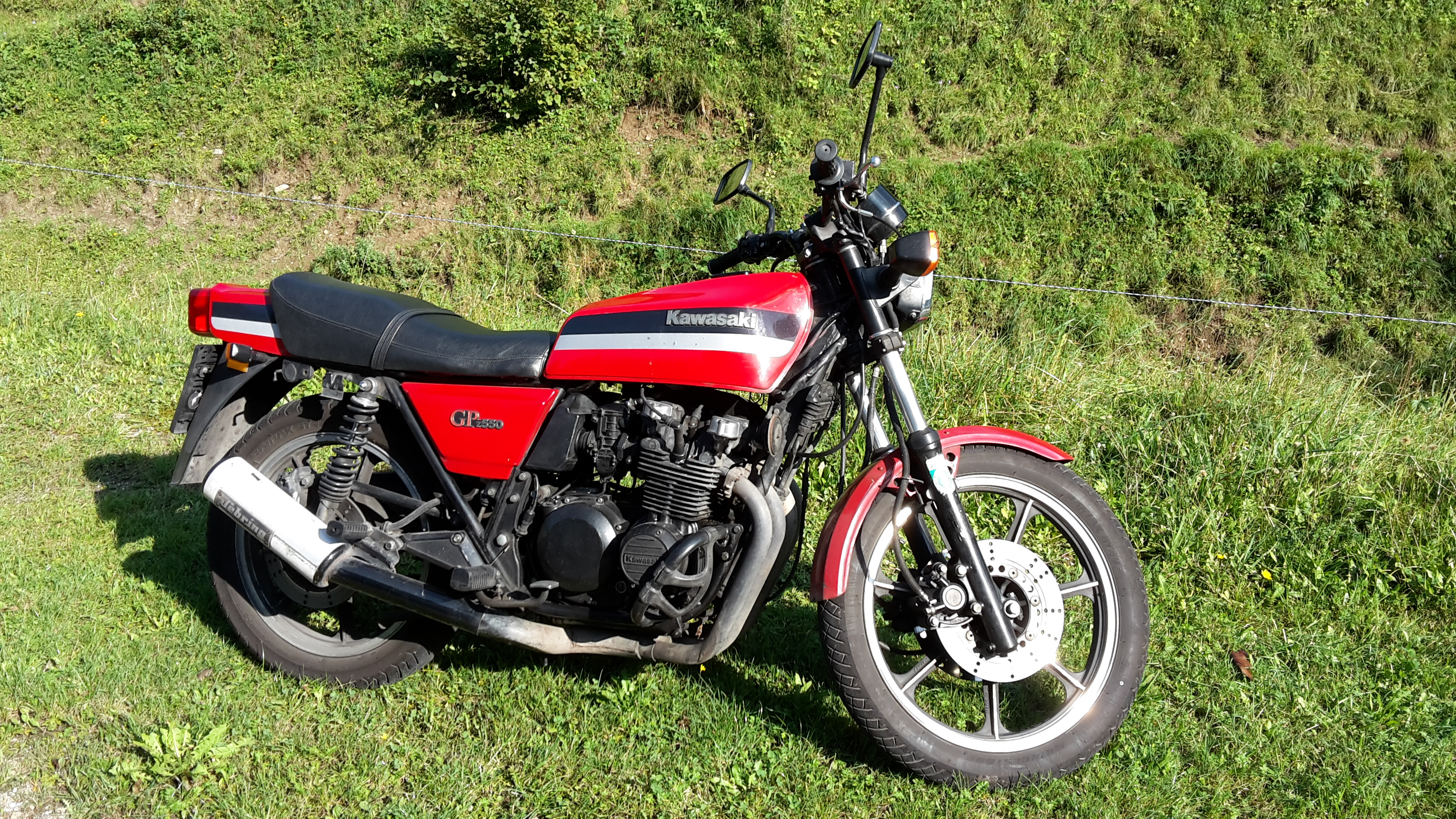
Kawasaki GP 550 Z, Baujahr 1982. Das Z ist in einer anderen Schriftart als GP dargestellt.

Die ab 1983 angebotenen GPZ-Baureihen beriefen sich auch auf die erfolgreichen Z-Modelle, indem sie das „Z“ weiterhin prominent im Namen trugen und in einigen Details die ältere Schwester zitierten, z. B. in Hubraum und Zylinderanzahl. So behauptete Kawasaki mit der GPz 900 R und der GPz 1000 RX auch wieder den Titel des zu ihrer Zeit schnellsten Serienmotorrads der Welt, den bereits die erste Z1 für sich verbuchen konnte. Es wurden auch besonders leistungsfähige Chopper-Varianten mit den GPZ-Motoren angeboten, die das Kürzel ZL (600, 900 und 1000) trugen und teilweise mit dem Beinamen Eliminator versehen waren.
Ab 1988 folgten sportliche, vollverkleidete Baureihen mit den Kürzeln „ZX“, „ZXR“ (1989) und „ZZR“ (1990).
Die Retro-Mode Ende der 1980er Jahre bewog Kawasaki dazu, ab 1989 außerdem die Zephyr-Baureihe in einem deutlich an die ursprüngliche Z-Reihe angelehnten Design auf den Markt zu bringen. Sie umfasste in Deutschland Modelle mit 550, 750 und 1100 cm³ Hubraum, die etwa zehn Jahre lang verkauft wurden. In Japan gibt es nach wie vor eine Zephyr X 400, die das Tankdekor der ersten Z1 trägt und über eine Vier-in-eins-Auspuffanlage verfügt.
Ab 1996 folgten unverkleidete Motorräder in modernerem Design mit dem traditionellen „Z“: die ZRX 1100 und ab 1997 die „ZR-7“.
Seit 2002 baut Kawasaki wieder ein 1000er „Naked Bike“ unter dem legendären Original-Kürzel „Z 1000“, allerdings in einem nur noch in sehr wenigen Details das Original zitierenden Design, siehe Kawasaki Z 1000. Dieses war seit 2004 auch in einer Variante mit 750 cm³ erhältlich, die wiederum später von der Kawasaki Z 800 abgelöst wurde.
Im November 2017 hat Kawasaki die Z 900 RS vorgestellt. Diese basiert technisch auf der Z 800 / Z 900-Baureihe, wurde aber optisch sehr stark an die Z 900 aus den 70er Jahren angelehnt. Heckverkleidung, Sitzbank, Tank und weitere Teile vermitteln diesen Retro-Look.
Zentralfederbein, Radial montierte Bremssättel und eine 4-in-1 Auspuffanlage sind dagegen moderne Elemente.